# Liste des évêques de Bazas
Pour un article plus général, voir Ancien diocèse de Bazas.
Sous les Romains, le Bazadais était occupé par les Vasates. Au IIe siècle de notre ère, il faisait partie de l'une des dix-sept provinces de la Gaule : la Novempopulanie. Le diocèse de Bazas aurait été créé entre le Ier siècle et le IIIe siècle, mais cette région ayant connu de nombreux envahisseurs — les Wisigoths, Sarrasins et Normands —, la liste épiscopale est très réduite durant le premier millénaire. Le premier évêque mentionné de ce diocèse est un anonyme dont parle Grégoire de Tours dans son De gloria martyrum.
Le diocèse de Bazas s'étendait sur tout le Vasatensis pagus des Romains. Il était bordé au nord, par le diocèse de Périgueux, à l'est, par le diocèse d'Agen et celui de Condom, au sud, par les diocèses d'Aire et de Dax et, à l'ouest, par le diocèse de Bordeaux. Il était divisé en trois archidiaconés.
Il fut supprimé par le concordat de 1802 et son territoire fut partagé fort inégalement entre les diocèses de Bordeaux, d'Agen et d'Aire. Le 20 novembre 1937, il fut rétabli symboliquement au profit de l'archevêque de Bordeaux qui depuis porte en plus le titre d'évêque de Bazas
Liste des évêques de Bazas
- après 406 : Anonyme, mentionné par Grégoire de Tours
- 506 et 511, (mentionné en) : Sextilius
- 585 : Orestes
- 614 : Gudualdus
- 673-675 : Gundulfus
- 977-980 : Gombaud, évêque de Gascogne[1],[2],[3]
- v.950-1000 : Arsius Raca, comme administrateur durant la minorité d'Hugues
- 1000-v.1012 : Hugues Ier
- v.1012-v.1025 ou 1029 : Arsius Raca
- v.1025-v.1059 : Raimond Ier le Vieux
- 1059-1084 : Raimond II le Jeune
- 1084-v.1103 : Étienne de Sentes
- 1104-1126 : Bertrand de Baslade
- 1126-v.1134 : Geoffroy ou Godefroy
- 1134-1143 ou 1144 : Fortis Guarini de Pellegrue
- 1144-1146 : Raimond III
- 1146-v.1165 : Guillaume Ier Arnaud de Tontoulon
- v1165-1186 : Garsias de Benquet
- 1186-1213 ou 1214 : Gaillard Ier de La Mothe
- 1214-1219 : Guillaume II
- 1219-1242 : Arnaud Ier de Pins
- 1242-1265 : Raimond IV de Castillon
- 1265-1277 : Guillaume III de Pins
- 1277-1294 ou 1296 : Hugues II de Rochefort
- 1294-1299 : Guilhem Jauffre (?- 2 mars 1299), abbé de l'abbaye de Belleperche, nommé à la suite d'une mission à Saint-Macaire pour signifier aux anglais la confiscation du duché d'Aquitaine par le roi de France, Philippe IV le Bel[4]
- 1294 ou 1296-1299 : Guillaume IV Geoffroy
- 1299-1302 : Arnaud Falquet, Fouquet, Foucaud ou Foulques
- 1302-1313 et 1319 : Guillaume V Arnaud de La Mothe, transféré à Saintes par Clément V en 1313, remis à Bazas par Jean XXII en 1319, année de sa mort.
- 1313-1319 : Thibaud ou Théobald de Castillon. Il échangea son siège avec son oncle Guillaume-Arnaud.
- 1319-1325 : Guillaume VI, transféré à Saint-Bertrand-de-Comminges
- 1325-1334 : Pictavin ou Poitevin de Montesquiou, transféré à Maguelonne, puis à Albi (1339), cardinal (1340-†1355).
- 1334-1348 : Gaillard II de Fargues ou de la Trave ou de Préchac
- 1348-1357 : Raimond V Arnaud de la Mothe
- 1358-1360 : Géraud ou Gérald du Puy ou du Puch (de Podio)
- 1360 : Pierre Ier
- 1361-1368 : Guillaume VII
- 1368-1369 : Raimond VI
- 1370 : Guillaume VIII
- 1371-1375 : Guillaume IX de Montlaur
- Obédience d'Avignon
- 1374-1394 : Jean Ier de Caseton
- 1395-1397 : Guillaume X d'Ortholan, transféré à Rodez.
- 1397-1417 : Pierre Sulpin
- Obédience de Rome
- 1392 : Maurice Usk, transféré d'Aire
- 1396-v.1411 ou 1412 : Jean II de Herenco
- 1421-v.1430 : Bernard Ier d'Yvon
- 1433-1446 : Henri Ier François de Cavier
- 1447-1450 : Bernard II Yvest de Roserge, Rousergue ou du Rosier, transféré à Montauban
- 1448-1457 : Raimond VII du Treuil ou de Tulli
- 1457-1485 : Raymond VIII de Treuil
- 1486-1504 : Jean III de Bonald, Bonal, Bonneau, Bonaldy
- 1504-1520 :  Amanieu Ier d'Albret, cardinal
- 1521-1528 : Symphorien Bullioud, auparavant évêque de Glandèves, échangea son siège de Bazas avec Foucauld de Bonneval, évêque de Soissons
- 1528-1531 : Foucauld de Bonnevald, permuta avec Jean IV de Plats ou Plas, évêque de Périgueux
- 1531-1544 : Jean IV de Plats ou Plas, résigna en faveur de son frère
- 1544-1554 : Annet de Plas
- 1555-1558 ou 1561 : Jean-Baptiste Alamanni, permuta avec Amanieu II de Foix, évêque de Mâcon
- 1558-1559 : Amanieu II de Foix, mourut avant d'avoir pris possession de son évêché
- 1563-1564 : Jean V de Balaguier, transféré à Cahors
- 1564-1572 : François de Balaguier
- 1572-1605 : Arnaud II de Pontac
- 1605-1630 : Jean VI Jaubert de Barrault de Blaignac, transféré à Arles
- 1631-1633 : Nicolas de Grillié, Grillet ou Grilles, transféré à Uzès
- 1633-1645 : Henri II Listolfi Maroni
- 1646-1667 : Samuel Martineau de Turé
- 1668-1684 : Guillaume XI de Boissonade d'Orty
- 1685-1724 : Jacques-Joseph de Gourgue
- 1724-1746 : Edme Mongin, occupait le fauteuil 26 à l'Académie française (1707-1746)
- 1746-†1792 : Jean Baptiste II Amédée de Grégoire de Saint-Sauveur